# Nadezjda Krupskaja
Nadesjda Konstantinovna Krupskaja (russisk: Надежда Константиновна Крупская, tr. Nadesjda Konstantinovna Krupskaja; født 14. februar/26. februar 1869 i Sankt Petersborg, død 27. februar 1939 i Moskva) var en sovjetisk marxistisk politiker. Nadesjda Konstantinovna giftede sig med den marxistiske leder Vladimir Lenin, mens de begge var tvunget i landflygtighed af den russiske zars hemmelige politi, kaldet Okhrana, og de fandt i deres ægteskab stor glæde ved hinandens politiske viden og kamp.

## Liv og gerning
Nadesjda Krupskaja var datter af officer og adelsmand Konstantin Ignatjevitj Krupskij (1837–1897) og adelsdamen Jelisaveta Vasiljevna Tistrova (1836–1903). Forældrene var fattige men beskrives som dannede; moderen tog eksamen fra Bestusjev-kurserne og arbejdede som guvernante inden, at hun blev gift. Faderen blev senere udelukket fra hæren, muligvis mistænkt for revolutionære aktiviteter.
Nadesjda Krupskaja studerede ved Fyrst A.A. Obolenskijs gymnasium for kvinder i Sankt Petersborg, og beskrives som distingeret men radikal. Hun beskrives som alvorlig og engageret, og hun intresserede sig tidligt for Tolstojs teorier, som fremhævede individuelt tilpasset undervisning og et enkelt privatliv, hvor det skulle være unødvendigt at for eksempel skulle behøve at betale nogen for at gøre rent i sit hjem og dermed være uafhængig af andre. Hun beskrives også som enkel med hensyn til tøj, indretning og personlige vaner og brød sig ikke om luksus. Hun deltog i diskussionsklubber, som anvendte "underjordiske" biblioteker for at kunne læse forbudt litteratur, så som Karl Marxs værker. Det var i disse klubber, at hun blev kommunist og i 1894 også her, hun mødte Vladimir Lenin. I 1896 blev både Krupskaja og Lenin arresterede. Lenin blev dømt til strafarbejde i Sibirien. Krupskaja fik tilladelse til at udstå straffen med ham på betingelse af, at hun giftede sig med ham, hvilket hun gjorde. Det er usikkert, om de giftede sig af kærlighed eller for sammen at kunne arbejde for deres politiske mål. Deres ægteskab beskrives som en arbejdsrelation snarere end som en kærlighedsaffære, og Lenin skal til tider have behandlet hende hensynsløst. Hun fulgte med ham i eksil til Tyskland efter frigivelsen 1901.
- Nadesjda Krupskaja i 1890
- Nadesjda Krupskaja og Vladimir Lenin i 1922
- Nadesjda Krupskaja i 1936.

## Op ad karrierestigen
I 1903 blev Nadesjda Krupskaja funktionær i bolsjevikafdelingen af det russiske socialistparti og i 1905 blev hun sekretær i partiets centralkommission. Hun vendte i 1905 tilbage til Rusland med ægtefællen men måtte samme år forlade det igen efter det mislykkede revolutionskup og arbejdede derefter som lærer i Paris. Efter oktoberrevolutionen i 1917 blev hun udpeget til medlem af den statslige uddannelseskommissionen. Hun oprettede Komsomol og børnenes pionerorganisation. Hun blev i 1920 forkvinde i folkekommissionens uddannelsessafdelning, var fra 1929 viceuddannelsesminister (folkekommissær) og fik ansvaret for Vnesjkolny Otdel, voksenuddannelsen. Hun er kendt for udviklingen af biblioteksvæsenet og det sovjetiske uddannelsessystem; hun arbejdede blandt andet for politisk indoktrinering og censur samt antireligiøsitet indenfor uddannelsessystemet.
I 1924 blev Nadesjda Krupskaja medlem af politbureauet, i 1927 medlem i dets kontrolkommission, i 1931 medlem i Sovjetunionens højeste sovjet og samme år hædersmedborger. Hun støttede Josef Stalin under magtkampen mellem oppositionen og SUKP-majoriteten i 1920-erne. Hun besvarede i 1925 Lev Trotskijs Oktoberlektioner med: "Analyser af Marx har aldrig hørt til kammerat Trotskijs styrke", hævdede i debatten om socialisme i et land mod en permanent revolution, at Trotskij: "undervurderer den rolle, som bønderne spiller", og at han havde fejlbedømt den revolutionære situation i Tyskland ved 1. verdenskrigs afslutning. Ved partikongressen i 1925 støttede hun først Grigorij Sinovjev og Lev Kamenev, men stemte senere for processen mod Nikolaj Bukharin og udelukkelsen af Trotskij, Sinovjev og Kamenev.

## Led af stofskifteproblemer
Det menes, at Nadesjda Konstantinovna led af basedows sygdom, en stofskiftesygdom, der hæver skjoldbruskkirtlerne i halsen og vævet omkring og bag øjnene, hvilket bevirker, at øjnene bliver mere fremstående. Som følge af hendes sygdom gav partiet hende kodenavnet "Fisk", og Lenin påstås at have kaldt hende for "min lille sild". Basedows sygdom kan for kvinders vedkommende også medføre menstruationsproblemer, hvilket muligvis kan forklare, hvorfor hendes ægteskab med Lenin forblev barnløst. (Dette forhold kan ligeledes have givet liv til rygterne om Lenins affære med Inessa Armand.)

## Forholdet til Stalin
Nadesjda Konstantinovna havde et anstrengt forhold til Josef Stalin, som havde kaldt hende for en ”syfilishore”, hvilket bevirkede et permanent brud på de i forvejen skrøbelige relationer mellem Lenin og Stalin. Men på trods af, at Nadesjda Konstantinovna var højt respekteret inden for partiet, var hun ikke i stand til at forhindre Stalins vej mod magten efter Lenins død, og blev herefter politisk isoleret af Stalin og hans mænd. Dette forhindrede hende dog ikke i offentligt at give udtryk for sin modstand mod opbevaring og offentlige udstilling af hendes mands lig, hvilket antagelig skulle have fået Stalin til at udtale, at "Kammerat Lenin vil snart få brug for en ny enke."[kilde mangler]

## Skrev en biografi om Lenin
Nadesjda Konstantinovna skrev en biografi om Lenin kaldet "Minder om Lenin". Nogle vil mene, at dens troværdighed er noget tvivlsom, eftersom den udelader vigtige detaljer om hans liv og gøren, såsom henrettelsen af Zar Nikolaj og hans kone og børn. Men, som bogens titel antyder, er det en personlig og ikke udelukkende historisk fremstilling.

## Kuriosum
Asteroiden 2071 Nadezhda er navngivet efter hende.